# Самозапилення

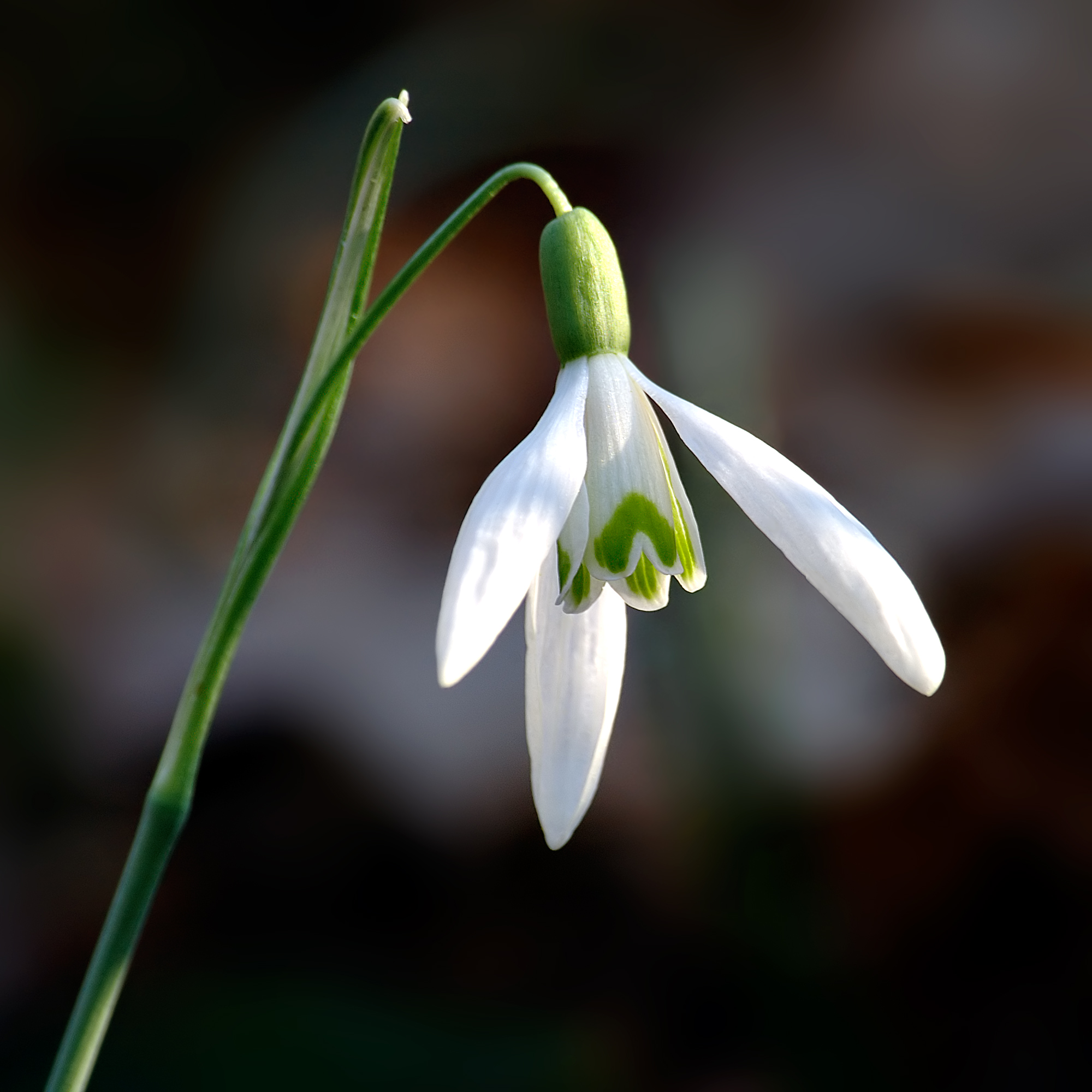
Квітка в процесі самозапилення

Самозапи́лення — процес перенесення пилку з пиляка на приймочку квітки. Вид запилення. У природних умовах це може бути, коли пилок розсіюється в період дозрівання маточки. Самозапилення характерне для рослин з клейстогамними (закритими) квітками, до яких належать [[фіалка дивна і пшениця, рис, овес, ячмінь, горох тощо.